# Michel Le Tellier (jesuita)
Michel Le Tellier (Le Vast, 16 de octubre de 1643 – La Flèche, 2 de septiembre de 1719) fue un religioso francés, jesuita, confesor de Luis XIV de Francia.

## Vida
Nacido de una familia de modestos granjeros, no tenía parentesco alguno con el ministro Le Tellier. Fue alumno del colegio jesuita de Caen antes de entrar en la Compañía de Jesús. Tuvo una larga carrera de profesor, sobre todo en el Colegio Louis-le-Grand de París, donde enseñó filosofía cuatro años y Sagrada Escritura, veintiocho. Era rector (1705-1706) en Louis-le-Grand cuando, llamado a Roma, fue nombrado (1708) provincial de Francia; pero a los seis meses sucedió (21 de enero de 1709) a François d'Aix de La Chaise como confesor de Luis XIV de Francia. Le Tellier era un teólogo competente y fundador (1701), junto con Jacques-Philippe Lallemant, de las Mémoires de Trévoux. En 1709, fue hecho miembro correspondiente de la Academia de Inscripciones y Bellas Letras.Se le conocía por sus escritos contra el jansenismo y acerca de la disputa de los Ritos; en su Defense des nouveaux chrestiens, defendió a los misioneros jesuitas contra los ataques de la Morale pratique des jésuites de Antoine Arnauld.
Por su participación en la contienda contra el jansenismo, tue escogido como sucesor de La Chaise para que desafiase en este puesto a los jansenistas. Se convirtió, sin embargo, en el chivo expiatorio de todos los enemigos de la Compañía de Jesús, que, demasiado ligada al absolutismo de Luis XIV, se atrajo la venganza de los jansenistas perseguidos. Exasperado por las intrigas sediciosas de la «secta», el Rey expulsó a las antiguas monjas de Port Royal des Champs y demolió el convento. Le Tellier no tuvo nada que ver con esta medida excesiva del Rey. Casi un año antes de su nombramiento como confesor, Clemente XI, a petición de Luis XIV e instancias de los sulpicianos y del arzobispo de París, Luis de Noailles, suprimió (25 de marzo de 1708) aquel enclave jansenista. A pesar de estos hechos reconocidos, la opinión del siglo xviii e, incluso, de muchos escritores de hoy, le hace instigador de la destrución de Port Royal.
Como confesor real, empleó ciertamente la autoridad que se le confería, por ejemplo, con su «hoja de beneficios» para promover y sostener a aquellos que, como él, juzgaban insidiosa y llena de peligros la propaganda jansenista. Fue implacable respecto a la enseñanza del oratoriano Pascasio Quesnel y alentó la publicación (1710) de la Instruction pastorale, un tratado sobre la Gracia divina, firmado por los obispos Lescure de Luçon y Champflour de La Rochelle, peredactado con la ayuda de los jesuitas. Sin aportar pruebas, los jansenistas atribuyeron a Le Tellier esta Instruction, que condenaba explicitamente las Réflexions morales de Quesnel. El caso se enconó aún más por el hecho de que Noailles, cuando era obispo de Châlons-en-Champagne, había aprobado la primera edición del libro de Quesnel, una imprudencia que más tarde denunció vigorosamente Lallemant. Para acelerar la condena por Roma del libro de Quesnel, Le Tellier juzgó que debía reunir cartas de obispos opuestos al jansenismo. Desgraciadamente para él, fue interceptada la carta de un cierto abate Brochart, que le servía de intermediario; lo que originó la acusación jansenista contra Le Tellier y la Compañía de Jesús de conspirar contra la Iglesia galicana. Además, Noailles, furioso, porque algunos jesuitas ponían en duda su ortodoxia, respondió retirando a los jesuitas de París las licencias para confesar. Entretanto, Le Tellier, intentando suavizar las tensiones entre el Rey y el Papa, contribuyó a la promulgación de la bula de Clemente XI, Unigenitus Dei Filius (8 de septiembre de 1713), que condenó las doctrinas de Quesnel. La bula, deseada por el Rey, había sido largo tiempo madurada por una congregación romana y en modo alguno «escrita a la sombra por los sirvientes de Le Tellier», como han pretendido los jansenistas.
Sin entrar en más detalles, debe señalarse la avalancha de libelos contra el último confesor de Luis XIV, el encarnizamiento de los «memorialistas» projansenistas para distorsionar su figura y caricaturizarlo, y la malevolencia sistemática de críticos e historiadores (como Voltaire, Charles Augustin Sainte-Beuve, Léon Séché). Le Tellier tenía un animo inquebrantable para lo que consideraba el bien de la Iglesia y aparece con frecuencia más moderado hacia las personas que algunos de sus compañeros jesuitas. Era amigo del irenista Honoré Gaillard, rector de Louis-le-Grand; indulgente hacia Noailles, a diferencia del grupo inspirado por Lallemant; incluso, el arzobispo de Cambrai, François Fénelon, se sintió en el deber de urgir a Le Tellier contra jansenismo. Puede señalarse la modestia y bondad de Le Tellier hacia los jansenistas que le habían atacado (el oratoriano Fabre y Dom Gabriel Gerberon). Casi inmediatamente después de la muerte de Luis XIV (septiembre de 1715), el regente le sacrificó a la venganza de las «víctimas» de la bula Unigenitus: fue relegado a Amiens y, después, a La Flèche, donde murió.

## Obras
- Dissertation sur la nouvelle défense de la version française du Nouveau Testament (1685)
- Defense des nouveaux chrestiens et des missionaires de la Chine, du Japon et des Indes. Contre deux livres intitulez La morale pratique des Jésuites et L'Esprit de M. Arnauld (París, 1687).
- L'erreur du péché philosophique combatue par les jesuites (Lieja, 1691).
- Quesnel séditieux et hérétique dans ses réflexions sur le Nouveau Testament (1705-1708)